# Svetlana Radzivil
Svetlana Mixaylovna Radzivil (russisch Светлана Михайловна Радзивил / Swetlana Michailowna Radsiwil; englisch Svetlana Radzivil; * 17. Januar 1987 in Taschkent, Usbekische SSR, UdSSR) ist eine usbekische Hochspringerin. Sie siegte dreimal bei Asienspielen und gewann zahlreiche Medaillen bei Asienmeisterschaften und zählt damit zu den erfolgreichsten Leichtathletinnen ihres Landes.

## Sportliche Laufbahn
Bereits im Alter von 15 Jahren nahm Radzivil an den Juniorenweltmeisterschaften 2002 in Kingston teil, konnte sich jedoch nicht für das Finale qualifizieren. Bei den Juniorenasienmeisterschaften in Bangkok im selben Jahr wurde sie mit 1,76 m Vierte. 2003 wurde sie Neunte bei den Jugendweltmeisterschaften im kanadischen Sherbrooke und belegte bei den Asienmeisterschaften in Manila den sechsten Platz. 2004 gewann sie bei den Juniorenasienmeisterschaften in Ipoh mit 1,80 m die Silbermedaille und belegte bei den Juniorenweltmeisterschaften in Grosseto den 13. Platz. Bei den Juniorenweltmeisterschaften 2006 in Peking gewann sie mit übersprungenen 1,91 m die Goldmedaille. Auch bei den Juniorenasienmeisterschaften in Macau und den Hallenasienmeisterschaften in Pattaya gewann sie Gold und Silber. Bei den Asienspielen in Doha wurde sie mit 1,84 m Siebte.
Radzivil nahm an den Olympischen Spielen 2008 in Peking und an den Weltmeisterschaften 2009 in Berlin teil, schied jedoch mit jeweils 1,89 m in den Qualifikationsrunden aus. Ihren ersten Medaillenerfolg im Erwachsenenbereich feierte sie bei den Asienmeisterschaften in Guangzhou, als ihr 1,87 m zum dritten Platz reichten. Bei den Hallenasienspielen 2009 in Hanoi wurde sie mit derselben Höhe Vierte. 2010 feierte sie mit dem Gewinn der Goldmedaille bei den Asienspielen in Guangzhou ihren bisher größten Erfolg. 2011 gewann sie mit 1,92 m die Silbermedaille bei den Asienmeisterschaften in Kōbe hinter der Chinesin Zheng Xingjuan. Bei den Weltmeisterschaften in Daegu belegte sie mit 1,93 m den geteilten achten Rang. 2012 qualifizierte sich Radzivil für die Hallenweltmeisterschaften in Istanbul und erreichte dort ebenfalls den achten Platz. Bei den Olympischen Spielen in London qualifizierte sie sich für das Finale und belegte dort mit übersprungenen 1,97 m den siebten Rang.
2013 gewann sie bei den Asienmeisterschaften in Pune erneut die Silbermedaille, diesmal hinter ihrer Landsfrau Nadiya Dusanova. 2014 siegte sie bei den Hallenasienmeisterschaften in Hangzhou und qualifizierte sich damit erneut für die Hallenweltmeisterschaften in Sopot, bei denen sie mit 1,88 m in der Qualifikation ausschied. Bei den Asienspielen im südkoreanischen Incheon wiederholte sie ihren Erfolg von vier Jahren zuvor und gewann mit 1,94 m die Goldmedaille. 2015 wurde sie bei den Asienmeisterschaften in Wuhan erstmals Asienmeisterin und qualifizierte sich für die Weltmeisterschaften in Peking, bei denen sie im Finale mit 1,88 m den geteilten neunten Platz belegte. 2016 gewann sie erneut bei den Hallenasienmeisterschaften in Doha und qualifizierte sich im Sommer für die Olympischen Spiele in Rio de Janeiro, bei denen sie im Finale mit 1,88 m den 13. Platz belegte. Nachdem sie 2017 keine Wettkämpfe bestritten hatte, nahm sie 2018 erneut an den Asienspielen in Jakarta teil und verbesserte dort ihren eigenen Meisterschaftsrekord auf 1,96 m und siegte damit vor Dusanova und der Kasachin Nadeschda Dubowizkaja. Anfang September belegte sie beim Leichtathletik-Continentalcup in Ostrava mit 1,95 m den zweiten Platz hinter der Russin Marija Lassizkene.
2019 gewann sie bei den Asienmeisterschaften in Doha mit übersprungenen 1,88 m die Bronzemedaille hinter Dusanova und Dubowizkaja. Sie qualifizierte sich aber für die Weltmeisterschaften ebendort im Oktober, bei denen sie mit 1,89 m im Finale den zwölften Platz belegte. 2021 nahm sie erneut an den Olympischen Sommerspielen in Tokio teil, schied dort aber mit 1,90 m in der Vorrunde aus. Im Jahr darauf gelangte sie bei den Hallenweltmeisterschaften in Belgrad mit 1,84 m auf den geteilten zehnten Platz und im August gewann sie bei den Islamic Solidarity Games in Konya mit 1,87 m die Silbermedaille hinter ihrer Landsfrau Safina Saʼdullayeva. 2023 gewann sie bei den Asienmeisterschaften in Bangkok mit 1,83 m die Bronzemedaille hinter den Kasachinnen Kristina Owtschinnikowa und Jelisaweta Matwejewa und im Oktober gewann sie bei den Asienspielen in Hangzhou mit 1,86 m die Silbermedaille hinter ihrer Landsfrau Saʼdullayeva. Im Jahr darauf belegte sie bei den Hallenasienmeisterschaften in Teheran mit 1,80 m den fünften Platz.
In den Jahren 2003 und 2019 wurde Radzivil usbekische Meisterin im Siebenkampf sowie 2004 im Hallenfünfkampf. Sie absolvierte ein Studium für Informationstechnologie und Management an der Tashkent State University of Economics.

## Persönliche Bestleistungen
- Hochsprung: 1,98 m, 23. Mai 2008 in Taschkent (usbekischer Rekord)
  - Hochsprung (Halle): 1,96 m, 16. Februar 2014 in Hangzhou (usbekischer Rekord)
- Siebenkampf: 3935 Punkte, 30. September 2004 in Taschkent
  - Fünfkampf (Halle): 2990 Punkte, 9. Januar 2004 in Taschkent